# Schismatoclada citrifolia
Schismatoclada citrifolia là một loài thực vật có hoa trong họ Thiến thảo. Loài này được (Lam. ex Poir.) Homolle miêu tả khoa học đầu tiên năm 1939.